# Episodi di Outlander (quinta stagione)
La quinta stagione della serie televisiva Outlander, composta da 12 episodi, è stata trasmessa sul canale statunitense Starz dal 16 febbraio al 10 maggio 2020.
L'episodio La croce di fuoco è stato reso disponibile in anteprima il 14 febbraio 2020 esclusivamente agli abbonati Starz tramite i propri servizi on demand.
In Italia, la stagione è andata in onda sul canale satellitare Fox Life dal 6 marzo al 25 giugno 2020. La trasmissione in lingua italiana degli ultimi otto episodi ha subito un ritardo di quasi due mesi a causa delle disposizioni di emergenza legate alla diffusione del coronavirus COVID-19, le quali hanno impedito temporaneamente il doppiaggio. Gli ultimi otto episodi sono stati comunque trasmessi nel loro slot originale dal 27 marzo al 15 maggio 2020 in lingua originale sottotitolati in italiano.
Il cast principale di questa stagione è formato da: Caitríona Balfe, Sam Heughan, Sophie Skelton, Richard Rankin, Maria Doyle Kennedy, Duncan Lacroix, David Berry, César Domboy, Lauren Lyle, Colin McFarlane, Caitlin O'Ryan, Edward Speleers, Billy Boyd, Chris Larkin, Ned Dennehy, Graham McTavish, John Bell.
| nº | Titolo originale          | Titolo italiano              | Prima TV USA     | Prima TV Italia |
| -- | ------------------------- | ---------------------------- | ---------------- | --------------- |
| 1  | The Fiery Cross           | La croce di fuoco            | 16 febbraio 2020 | 6 marzo 2020    |
| 2  | Between Two Fires         | Tra due fuochi               | 23 febbraio 2020 | 6 marzo 2020    |
| 3  | Free Will                 | Libero arbitrio              | 1º marzo 2020    | 13 marzo 2020   |
| 4  | The Company We Keep       | Le nostre compagnie          | 8 marzo 2020     | 20 marzo 2020   |
| 5  | Perpetual Adoration       | Adorazione perpetua          | 15 marzo 2020    | 18 giugno 2020  |
| 6  | Better to Marry Than Burn | Meglio sposarsi che bruciare | 22 marzo 2020    | 18 giugno 2020  |
| 7  | The Ballad of Roger Mac   | La ballata di Roger Mac      | 29 marzo 2020    | 18 giugno 2020  |
| 8  | Famous Last Words         | Le ultime parole famose      | 12 aprile 2020   | 18 giugno 2020  |
| 9  | Monsters and Heroes       | Mostri ed eroi               | 19 aprile 2020   | 25 giugno 2020  |
| 10 | Mercy Shall Follow Me     | La misericordia mi seguirà   | 26 aprile 2020   | 25 giugno 2020  |
| 11 | Journeycake               | Spuntino da viaggio          | 3 maggio 2020    | 25 giugno 2020  |
| 12 | Never My Love             | Mai, amore mio               | 10 maggio 2020   | 25 giugno 2020  |

## La croce di fuoco
- Titolo originale: The Fiery Cross
- Diretto da: Stephen Woolfenden
- Scritto da: Matthew B. Roberts

### Trama
Brianna e Roger stanno per sposarsi. Jamie ha un colloquio con il suo futuro genero mentre lo aiuta a radersi e Claire aiuta invece sua figlia ad indossare l'abito nuziale. In un incontro molto intimo tra Jamie e Brianna, il padre vede per l'ultima volta la figlia prima di accompagnarla all'altare. Dopo la cerimonia la festa procede con tutto il vicinato e gli amici di sempre. Murtagh, ricercato dagli inglesi, riesce a vedere Jocasta di nascosto nel capanno dei Fraser per un incontro amoroso. Brianna viene turbata per aver sentito per caso suo padre parlare con Lord John, il quale afferma che Bonnett è ancora vivo. Inoltre, a Jamie viene richiesto dagli inglesi di radunare e comandare una milizia per fare fronte ai sempre più frequenti moti rivoluzionari contro la madre patria. A questo punto Jaime decide di agire seguendo le tradizioni scozzesi: indossa il suo vecchio kilt ed incendia una grande croce celtica di paglia in cortile come segnale per radunare gli uomini. Qui tiene un discorso e chiede un giuramento di fedeltà e nomina Roger comandante, nonostante lui sia inizialmente titubante.
- Durata: 61 minuti
- Guest star: Sarah Collier (Murdina Bug), Hugh Ross (Arch Bug), Paul Gorman (Josiah Beardsley), Jon Tarcy (Isaiah Morton), Tim Downie (Governatore William Tryon), Michael D. Xavier (Tenente Hamilton Knox), Kyle Rees (John Quincy Myers), Paul Donnelly (Ronnie Sinclair), Mark Cox (Reverendo Caldwell), Anita Vettesse (Margaret Chisholm), Ethan Thorn (Jamie Fraser da bambino), Robin Scott (Germain Fraser), Alastair Findlay (Duncan Innes).
- Ascolti USA: telespettatori 815 000 – rating 18-49 anni 0,12%[6]

## Tra due fuochi
- Titolo originale: Between Two Fires
- Diretto da: Stephen Woolfenden
- Scritto da: Toni Graphia e Luke Schelhaas

### Trama
L'episodio si apre con le rivolte da parte dei regolatori ad Hillsborough e ad incitarli c'è proprio Murtagh. I regolatori, dopo aver preso il palazzo di giustizia, si accaniscono su Mr. Evans e William Hoper, ai quali viene versata sul corpo pece bollente venendo poi ricoperti di piume. Jamie viene incaricato di trovate Murtagh e viene affiancato dal tenente Knox. I due, allertati degli eventi di Hillsborough, si recano sul posto, dove incontrano tre dei regolatori che sono stati catturati. Jamie cerca di parlare con loro da solo, ma invece anche il tenente Knox interviene nel colloqui e, provocato da uno dei prigionieri, sguaina la spada e lo trafigge; Jamie lo rimprovera e, quando gli fa notare di aver ucciso un uomo senza processo, Knox rimane sconvolto per quello che ha fatto. Nella notte Jamie libera di nascosto i tre prigionieri, esortandoli a scappare e non tornare mai più per salvarsi.
Claire cerca invano di curare un uomo a cui è sta somministrata dalla moglie, Mrs Ferrish, una cura sbagliata dettata dell'ignoranza del tempo in fatto di medicina; Claire ha la conferma di ciò dopo un'autopsia, praticata in segreto, di cui mette a conoscenza Marsali, chiedendole anche aiuto per gestire l'ambulatorio, ma la ragazza in un primo momento rimane scioccata alla vista del corpo. Claire, per evitare altre cure sbagliate da parte della popolazione,decide di fare delle pubblicazioni sotto un altro nome e cerca di portare in quel tempo metodi di cura che verranno utilizzati solo dopo più di cento anni.
Roger nota per caso che tra i disegni di Brianna ci sono anche ritratti di Bonnet e si rende dunque conto che sua moglie è ancora tormentata dal ricordo di quell'uomo.
L'episodio si conclude con Bonnet che, ripulito dai crimini da parte Turnbull in cambio del contrabbando di merci, si trova in un locale di scommesse e, a seguito di un battibecco con un uomo, lo ferisce gravemente ma senza ucciderlo, precisando ironicamente che ora deve dare il buon esempio essendo diventato padre.
- Durata: 51 minuti
- Guest star: Sarah Collier (Murdina Bug), Hugh Ross (Arch Bug), Jon Tarcy (Isaiah Morton), Michael D. Xavier (Tenente Hamilton Knox), Martin Donaghy (Bryan Cranna), Luke Roskell (Lee Withers), Paul Donnelly (Ronnie Sinclair), Josh Whitelaw (Ethan Mackinnon), Paul Kennedy (Herman Husband), Samuel Collings (Edmund Fanning), Callum Coates (John Evans), James Doherty (Charles Turnbull), Andy Apollo (Signor Marsden), Nicola Jo Cully (Nonie Farrish), Paul Cassidy (Leith Farrish), Anita Vettesse (Margaret Chisholm), Carole Anders (Ruth Aberfeldy), Anja Karmanski (Ute McGillivray), Robin Scott (Germain Fraser).
- Ascolti USA: telespettatori 787 000 – rating 18-49 anni 0,13%[7]

## Libero arbitrio
- Titolo originale: Free Will
- Diretto da: Jamie Payne
- Scritto da: Luke Schelhaas

### Trama
Jamie e Claire partono insieme agli uomini e durante una sosta Jamie confessa a Claire che Bonnet è vivo.
Josiah, il giovane cacciatore, incontra il fratello gemello diventato sordo a causa dei maltrattamenti subiti dal padrone. Josiah racconta la loro storia a Jamie che decide di riscattarli, Jamie parte insieme a Claire, ma giunto a casa del padrone trova solo la moglie Francis che sostiene che il marito sia morto mesi prima. L'uomo invece ha avuto un ictus ed è tenuto prigioniero dalla moglie. La donna dopo aver partorito una bimba di colore, spiega che il marito aveva già ucciso le precedenti quattro mogli e che era violento. Durante la notte, mentre i Fraser dormono, Francis scappa e abbandona la figlia, lasciando anche i contratti di proprietà dei gemelli. Jamie chiede all'uomo se vuole essere operato da Claire oppure morire.
- Durata: 57 minuti
- Guest star: Kyle Rees (John Quincy Myers), Paul Gorman (Josiah/Keziah Beardsley), Sarah Collier (Murdina Bug), Hugh Ross (Arch Bug), Robin Scott (Germain Fraser), Jon Tarcy (Isaiah Morton), Paul Donnelly (Ronnie Sinclair), Gary Lamont (Evan Lindsay), Jack Tarlton (Kenny Lindsay), Gilly Gilchrist (Geordie Chisholm), Bronwyn James (Fanny Beardsley), Christopher Fairbank (Aaron Beardsley), Reno Cole (Hugh Findlay), Francesco Piacentini-Smith (Iain Og Findlay), Susan Coyle (Joan Findlay).
- Ascolti USA: telespettatori 772 000 – rating 18-49 anni 0,13%[8]

## Le nostre compagnie
- Titolo originale: The Company We Keep
- Diretto da: Jamie Payne
- Scritto da: Barbara Stepansky

### Trama
- Durata: 53 minuti
- Guest star: Kyle Rees (John Quincy Myers), Paul Gorman (Josiah/Keziah Beardsley), Sarah Collier (Murdina Bug), Hugh Ross (Arch Bug), Robin Scott (Germain Fraser), Jon Tarcy (Isaiah Morton), Paul Donnelly (Ronnie Sinclair), Gary Lamont (Evan Lindsay), Jack Tarlton (Kenny Lindsay), Gilly Gilchrist (Geordie Chisholm), Anna Burnett (Alicia Brown), Sarah Belcher (Meg Brown), Muireann Brown (Lucinda Brown), Connor McIndoe (Hiram Brown), Reno Cole (Hugh Findlay), Francesco Piacentini-Smith (Iain Og Findlay).
- Ascolti USA: telespettatori 762 000 – rating 18-49 anni 0,10%[9]

## Adorazione perpetua
- Titolo originale: Perpetual Adoration
- Diretto da: Meera Menon
- Scritto da: Alyson Evans e Steve Kornacki

### Trama
- Durata: 55 minuti
- Guest star: Michael D. Xavier (Tenente Hamilton Knox), Paul Gorman (Josiah/Keziah Beardsley), Kyle Rees (John Quincy Myers), Hugh Ross (Arch Bug), Paul Donnelly (Ronnie Sinclair), Gilly Gilchrist (Geordie Chisholm), Gary Lamont (Evan Lindsay), Jack Tarlton (Kenny Lindsay), Ian Targett (Negoziante), Caleb Hughes (Giubba rossa), Wil Johnson (Joe Abernathy), Stephen McCole (Graham Menzies), Stephen Mitchell (Padre Beggs), Samantha Dakin (Infermiera Atwell).
- Ascolti USA: telespettatori 733 000 – rating 18-49 anni 0,10%[10]

## Meglio sposarsi che bruciare
- Titolo originale: Better to Marry Than Burn
- Diretto da: Meera Menon
- Scritto da: Stephanie Shannon

### Trama
- Durata: 61 minuti
- Guest star: Paul Gorman (Josiah Beardsley), Hugh Ross (Arch Bug), Sarah Collier (Murdina Bug), Tim Downie (Governatore William Tryon), Chris Donald (Philip Wylie), Alastair Findlay (Duncan Innes), Paul Donnelly (Ronnie Sinclair), Gilly Gilchrist (Geordie Chisholm), Gary Lamont (Evan Lindsay), Jack Tarlton (Kenny Lindsay), Carole Anders (Ruth Aberfeldy), Melanie Gray (Margaret Tryon), James Gaddas (Giudice Martin Atticus), Stephen Clyde (Robert Barlow), Clive Hayward (Quincy Arbuckle), Sharon Young (Signora Laurence), Helen McAlpine (Signora Shepherd), Christopher Bowen (Hector Cameron), Rosie Graham (Morna Cameron), Leonard Cook (Tenente dragone), Paul Luebke (Dragone 2).
- Ascolti USA: telespettatori 823 000 – rating 18-49 anni 0,13%[11]

## La ballata di Roger Mac
- Titolo originale: The Ballad of Roger Mac
- Diretto da: Stephen Woolfenden
- Scritto da: Toni Graphia

### Trama
- Durata: 55 minuti
- Guest star: Kyle Rees (John Quincy Myers), Jon Tarcy (Isaiah Morton), Tim Downie (Governatore William Tryon), Elysia Welch (Morag MacKenzie), Paul Donnelly (Ronnie Sinclair), Gilly Gilchrist (Geordie Chisholm), Gary Lamont (Evan Lindsay), Jack Tarlton (Kenny Lindsay), Martin Donaghy (Bryan Cranna), Luke Roskell (Lee Withers), Connor McIndoe (Hiram Brown), Reno Cole (Hugh Findlay), Francesco Piacentini-Smith (Iain Og Findlay), Mark Cox (Reverendo Caldwell), Miles Richardson (Colonnello Chadwick), Matthew Cottle (Hubert Sherston), Charlotte Asprey (Phoebe Sherston), Mark Barrett (Regolatore).
- Ascolti USA: telespettatori 812 000 – rating 18-49 anni 0,10%[12]

## Le ultime parole famose
- Titolo originale: Famous Last Words
- Diretto da: Stephen Woolfenden
- Scritto da: Danielle Berrow

### Trama
Roger, ancora vivo nonostante l'impiccagione, viene salvato e con le cure di Claire, guarisce. Ma il trauma subito lo riduce al silenzio, mentre nella mente le immagini della sua quasi morte si ripetono senza lasciargli tregua, rendendolo distante e destando la preoccupazione di tutti, già provati dalla morte di Murtagh, ma di Brianna in particolare. Nel bosco, Claire, Jamie ed il piccolo Jemmy vengono sorpresi da un cinghiale, il cui attacco viene fermato dalla freccia di Ian, ormai divenuto a tutti gli effetti un mohawk. Il ragazzo fa ritorno a Fraser's Ridge dove risulta evidente che qualcosa lo tormenti, anche se il giovane non pare intenzionato a rivelare facilmente il suo segreto. Il governatore, per risarcire il danno causato dall'erronea esecuzione, dona a Roger 5000 acri di terreno. Dopo che Brianna, tentando di scuoterlo dal suo torpore, gli regala un aeroplanino di carta lui e Ian si recano insieme ad ispezionare il lotto. Nel frattempo Claire si accorge che qualcuno ha rubato le radici di cicuta dall'infermeria, e viene assalita dal timore che possa essere stato Roger con l'intento di usarle per uccidersi. In verità è stato Ian, deciso a porre fine alla sua esistenza a causa del dolore derivante dalla misteriosa perdita della donna che ama. Ma Roger glielo impedisce, e nello scontro, ritrova la voce e confessa ad Ian che ad averlo riportato alla realtà non sono state le "ultime parole famose" citate in un flashback della sua vita precedente come professore di storia ad Oxford, bensì il volto dell'amata moglie. Dalla quale torna, cambiato ma finalmente recuperato e nuovamente in grado di parlare.
- Durata: 60 minuti
- Guest star: Kyle Rees (John Quincy Myers), Tim Downie (Governatore William Tryon), Paul Donnelly (Ronnie Sinclair), Miles Richardson (Colonnello Chadwick), Mark Barrett (Regolatore), Jack Stewart (Charles Morgan), Thomas Mugglestone (Henry Jones), Robin Scott (Germain Fraser), Andrew e Matthew Adair (Jemmy MacKenzie).
- Ascolti USA: telespettatori 784 000 – rating 18-49 anni 0,13%[13]

## Mostri ed eroi
- Titolo originale: Monsters and Heroes
- Diretto da: Annie Griffin
- Scritto da: Shaina Fewell

### Trama
- Durata: 56 minuti
- Guest star: Paul Gorman (Josiah Beardsley), Sarah Collier (Murdina Bug), Jack Tarlton (Kenny Lindsay), Robin Scott (Germain Fraser), Andrew e Matthew Adair (Jemmy Mackenzie).
- Ascolti USA: telespettatori 837 000 – rating 18-49 anni 0,14%[14]

## La misericordia mi seguirà
- Titolo originale: Mercy Shall Follow Me
- Diretto da: Annie Griffin
- Scritto da: Megan Ferrell Burke

### Trama
- Durata: 58 minuti
- Guest star: Alastair Findlay (Duncan Innes), Chris Donald (Philip Wylie), Leah Shine (Eppie), Lorraine McIntosh (Signora Sylvie), Peter Warnock (Capitano Howard), Matt Butcher (Capitano della guardia), Anthony Bowers (Soffiatore di vetro), Richard Gadd (Duff), Megan McGuire (Mabel).
- Ascolti USA: telespettatori 850 000 – rating 18-49 anni 0,13%[15]

## Spuntino da viaggio
- Titolo originale: Journeycake
- Diretto da: Jamie Payne
- Scritto da: Diana Gabaldon

### Trama
- Durata: 60 minuti
- Guest star: Paul Gorman (Josiah Beardsley), Paul Donnelly (Ronnie Sinclair), Gilly Gilchrist (Geordie Chisholm), Robin Scott (Germain Fraser), Brennan Martin (Wendigo Donner), Gerald Tyler (Arvin Hodgepile), Michael Monroe (Cuddy Brown), Alexis Rodney (Tebbe), Calum Barbour (Garrick), Andrew John Tait (Hanlon), Hayley Doherty (Rose Brown), Andrew e Matthew Adair (Jemmy Mackenzie), Daisy Littlefield (Ragazza ustionata).
- Ascolti USA: telespettatori 866 000 – rating 18-49 anni 0,12%[16]

## Mai, amore mio
- Titolo originale: Never My Love
- Diretto da: Jamie Payne
- Scritto da: Matthew B. Roberts e Toni Graphia

### Trama
- Durata: 51 minuti
- Guest star: Paul Gorman (Josiah Beardsley), Kyle Rees (John Quincy Myers), Paul Donnelly (Ronnie Sinclair), Robin Scott (Germain Fraser), Andrew e Matthew Adair (Jemmy Mackenzie), Brennan Martin (Wendigo Donner), Gerald Tyler (Arvin Hodgepile), Michael Monroe (Cuddy Brown), Alexis Rodney (Tebbe), Calum Barbour (Garrick), Andrew John Tait (Hanlon).
- Ascolti USA: telespettatori 855 000 – rating 18-49 anni 0,11%[17]